# NGC 2453
NGC 2453 (другие обозначения — OCL 670, ESO 493-SC12) — рассеянное скопление в созвездии Корма.
Этот объект входит в число перечисленных в оригинальной редакции «Нового общего каталога».
В скоплении имеются два ярких гиганта, имеющие спектральные классы B5 и K3 соответственно.